# Porto União
Porto União é um município brasileiro do estado de Santa Catarina, estando localizada no planalto norte de Santa Catarina. Conta com as águas do Rio Iguaçu, que em um de seus trechos, faz a divisa com o município de União da Vitória (PR). O município é separado de União da Vitória (PR) apenas por uma linha férrea e pelo Rio Iguaçu, formando um único núcleo urbano de aproximadamente 91.695 habitantes, sendo conhecido como "As Gêmeas do Iguaçu". Sua população, conforme estimativas do IBGE de 2020, era de 35 543 habitantes.

## História

### Povoado
Como povoado, a cidade começa em 1842, em descoberta do Vau, no Rio Iguaçu, lugar no rio de baixa profundidade que facilitou as passagens das tropas que vinham dos campos de Palmas. Esse lugar era também o ponto de embarque e desembarque para quem se vali do Iguaçu como meio de transporte. Daí o primeiro nome: Porto da União.
A pequena vila cresce e em 1855 tem seu nome mudado para Porto União da Vitória. Em 1880 chega de Palmas para se estabelecer no comércio, com a compra e venda de sal, o Coronel Amazonas Marcondes. No ano seguinte tem início a navegação a vapor no Rio Iguaçu transportando passageiros e mercadorias.
O grande rio sempre esteve ligado à vida e a história da cidade, desde suas origens, acariciando ou castigando-a, às vezes. A partir deste ano chegam os primeiros colonos de origem europeias, na maioria alemães. Mais tarde aportam outras etnias: poloneses, ucranianos, austríacos e russos. No início do século XX, chegam os libaneses. A cidade desenvolveu-se e em 1901, é criado - antes de Porto União, o município de União da Vitória.

### Guerra do contestado e a divisa entre as cidades irmãs
A divisa entre as Cidades Gêmeas pode causar certa confusão para os incautos, mas para os moradores é muito clara, incluindo inscrições físicas, pórticos e totens que representam o cruzamento dos estados. A variável que traz a tônica são diretamente relacionadas ao desfecho da Guerra do Contestado, que teve início em 1912 e se prolongou até 1916. Tanto a guerra em si quanto as negociações entre Paraná e Santa Catarina pelas terras e pela divisa, no pós-guerra, tiveram impacto direto no desenhar da linha que divide Porto União de sua irmã paranaense.
Até antes da guerra, toda a região oeste e centro oeste catarinense pertenciam ao estado do Paraná, incluindo onde hoje é Porto União. Porém, havia um litígio entre as províncias, desde os tempos do primeiro Império. Há cartografias que apontam Santa Catarina como detentora das terras, mas na origem, faziam parte da grande província de São Paulo, depois desmembrada com a criação do Paraná, que teve suas terras, à Oeste estendidas até o Rio Grande do Sul, e não no limiar do Rio Iguaçu, como queriam os catarinenses. Já em cartografias da virada novecentista para o século XX, todo o território era paranaense e na curva do Rio Iguaçu consta apenas o município de Porto União da Vitória (como era conhecido antes da guerra).
Por sua vez, no mapa paranaense de 1911 há duas menções: "Território pretendido pelo Estado de S. Catharina" e "Zona invadida pelos Catharinenses". Esse litígio tem relação com as origens da guerra e seus desdobramentos reverberam no corte das duas cidades ocorrido com o fim do Contestado. Com a guerra, em 1912 foram desenhados dois mapas. A primeira versão, assinada pelo engenheiro José Niepse da Silva, vide a Coletânea Histórica dos Mapas do Paraná, ainda trazia as terras como sendo do Paraná. Não havia referência à Porto União, mas apenas a sintaxe "União da Victória". No mapa, cabia à Santa Catarina apenas o seu litoral e Vale do Itajaí, até Curitibanos. Todo restante do hoje estado catarinense, incluindo a cidade de Mafra - que também tem sua irmã paranaense, Rio Negro, pertenciam ao Paraná. A pesquisa internacional “Atlas do império do Brazil: uma proposta de definição dos limites do brasil no século XIX", publicada em 2011, aponta as idas e vindas na disputa de terras e delimitações do território brasileiro e faz referência à questão Paraná-Santa Catarina.
Um segundo mapa editado em 1912, publicado no mesmo repositório, aponta a primeira divisão oriunda do Contestado, que corta as duas cidades ao meio. Segundo fontes da história oral, com entrevistas à personagens nascidos no período, a linha que dividia Porto União e União da Vitória, era retilínea e uniforme, mais próxima do Morro da Cruz. Todo "S" do Rio Iguaçu, fazia parte do Paraná, incluindo a rua Prudente de Moraes, até a av. João Pessoa, o que também pode ser aferido em antigos registros civis e certidões de nascimento anteriores à 1915. Com os avanços das tropas rebeldes e as ofensivas do Coronel João Gualberto, a estrada de ferro, então construída pela Brazil Railway, empresa inglesa responsável pela construção da linha que ligava São Paulo ao Rio Grande do Sul. Devido à questão estratégica da linha férrea, fez parte direta das barricadas, trincheiras e os avanços das tropas.
Com a derrota dos sertanejos rebeldes, coube ao governo republicano mediar a divisão das terras "contestadas" e que também foram invadidas pelos revoltos, Liderados inicialmente por João Maria, que entre outros pontos lutavam pelo fim do coronelismo, pela expulsão da empresa norte-americana Lumber (que desmatou boa parte da ainda mata atlântica, formada por araucárias e imbuias gigantescas), e pelo fim da República, que apoiava as iniciativas que aniquilou com índios e caboclos.
A negociação entre Paraná e Santa Catarina, realizadas entre 1916 e 1917, resultaram na atual divisa. Em 5 de setembro de 1917 é criado o município de Porto União. As linhas que dividem as Gêmeas do Iguaçu e, consequentemente os estados de Santa Catarina e do Paraná, são bem delimitadas e já constam do mapa de 1919, até o presente.
Nos dias atuais, os turistas e visitantes das cidades ainda confundem a hibridez da divisa, o que pode ser esclarecido de forma simples: de um lado, Porto União é dividida pelo Rio Iguaçu, até a ponte férrea. E de outro, formando um triângulo, pela estrada férrea da RFFSA (construída pela citada empresa britânica durante o governo de Afonso Pena). Os diversos mapas disponíveis apontam com precisão a divisa, como o Google Maps, próximo às coordenadas -26, 23273 / -51,08554 (conforme o Decimal Degree System). No portal Cidades Brasil, na biblioteca virtual de mapas Leaflet e no OpenStreetMap também podem ser conferidas a divisa que tem mais de 100 anos.

## Aspectos geográficos
O município de Porto União está localizado no Norte Catarinense, a uma altitude média de 752 metros, sendo o ponto culminante do município o pico do Cerro Pelado, com 1300 metros. O relevo é constituído de planícies, montanhas, vales, grandes várzeas nas bacias dos  Rios  Iguaçu e Jangada, na divisa com o estado do Paraná, e do Rio Timbó. O município é banhado pela bacia do Iguaçu, e seus afluentes: Rio Timbó, Rio Pintado, Rio dos Pardos, Rio Bonito, Rio Tamanduá, Rio Barra Grande, Rio Pintadinho e  Jangada.
O Clima é predominantemente mesotérmico úmido com temperatura média anual de 16,7 °C, com verões frescos com média de 21 °C e invernos rigorosos com média de 12,6 °C. No inverno ocorre com frequência geadas. A precipitação média anual é de 1530 mm. Segundo dados do Instituto Nacional de Meteorologia (INMET), referentes ao período entre 1961 e 1991, a menor temperatura registrada em Porto União foi de −6,1 °C em agosto de 1963, nos dias 6 e 7, e a maior chegou a 38 °C em 16 de novembro de 1985. O recorde de precipitação acumulada em 24 horas é de 152,5 mm em 9 de julho de 1983.
| Dados climatológicos para Porto União (1961-1991) | Dados climatológicos para Porto União (1961-1991) | Dados climatológicos para Porto União (1961-1991) | Dados climatológicos para Porto União (1961-1991) | Dados climatológicos para Porto União (1961-1991) | Dados climatológicos para Porto União (1961-1991) | Dados climatológicos para Porto União (1961-1991) | Dados climatológicos para Porto União (1961-1991) | Dados climatológicos para Porto União (1961-1991) | Dados climatológicos para Porto União (1961-1991) | Dados climatológicos para Porto União (1961-1991) | Dados climatológicos para Porto União (1961-1991) | Dados climatológicos para Porto União (1961-1991) | Dados climatológicos para Porto União (1961-1991) |
| Mês                                               | Jan                                               | Fev                                               | Mar                                               | Abr                                               | Mai                                               | Jun                                               | Jul                                               | Ago                                               | Set                                               | Out                                               | Nov                                               | Dez                                               | Ano                                               |
| ------------------------------------------------- | ------------------------------------------------- | ------------------------------------------------- | ------------------------------------------------- | ------------------------------------------------- | ------------------------------------------------- | ------------------------------------------------- | ------------------------------------------------- | ------------------------------------------------- | ------------------------------------------------- | ------------------------------------------------- | ------------------------------------------------- | ------------------------------------------------- | ------------------------------------------------- |
| Temperatura máxima recorde (°C)                   | 35,9                                              | 36,1                                              | 34,8                                              | 33,2                                              | 30,2                                              | 28,4                                              | 28,8                                              | 31,5                                              | 34,8                                              | 34                                                | 38                                                | 36,2                                              | 38                                                |
| Temperatura mínima recorde (°C)                   | 8,4                                               | 7,5                                               | 5,2                                               | 1,5                                               | −2,5                                              | −3,7                                              | −3,3                                              | −6,1                                              | −2,7                                              | 1,2                                               | 3,9                                               | 5,3                                               | −6,1                                              |

## Economia

### Esquadrias de madeira
De acordo com dados da Associação Brasileira da Indústria de Madeira processada mecanicamente, estima-se que a capacidade instalada de produção brasileira de portas seja de 6 milhões de peças por ano, o que significa que nossa região, com 56 fábricas, (colocando nesse cálculo os municípios vizinhos), produz efetivamente 18,6% da produção brasileira de portas, já que é responsável por uma produção mensal de 93 mil portas e cerca de 55 mil janelas, ou 1.116.000 portas/ano e 660.000 janelas/ano.

### Agroindústrias
As agroindústrias de Porto União significam hoje 25% da economia do município. São 26 agroindústrias espalhadas por todo o interior, envolvendo mais de 250 famílias. Uma das consequências mais positivas dessas agroindústrias é a redução do êxodo rural e a geração de renda para os agricultores. Existem 4 agroindústrias que produzem embutidos  todas com inspeção municipal e federal. Os principais são a linguiça, o salame, o lombo defumado, a costelinha, o bacon e a linguicinha. Também cresce a indústria de equipamentos agrícolas, como as Indústrias Knapik.

## Cultura

### Arquitetura
Em toda a cidade temos referências de vários estilos da arquitetura, regional e mundial, podendo reconhecer o processo de desenvolvimento da cidade durante as décadas ligadas a esses padrões apresentados nas fachadas.
Dentre os padrões da arquitetura local o estilo colonial sul-brasileiro, com as clássicas casas feitas de tábuas de araucária, muitas vezes com sua estrutura de imbuia, retirada na própria região, mesmo nas casas mais singelas, lembrando que essa região teve como base econômica o extrativismo das madeiras de lei. Os padrões dessas construções muitas vezes remetiam as culturas daqueles que as erguiam, como dos alemães, poloneses e ucranianos, que desde a metade do século XIX começaram a povoar a região.
Outra referência clássica regional do início do século XX é a utilização de basalto com argamassa branca nas construções. Mais uma vez inteligentemente utilizando material local de grande abundância na região, as famílias mais ricas, que podiam contratar mão-de-obra para construir suas casas com tijolos e também alguns edifícios públicos têm o seu embasamento e cantaria de basalto unida com a argamassa branca. No centro da cidade a referência é a antiga Escola Alemã. Na região rural da cidade, no distrito de São Miguel da Serra, as paredes de sua igreja foram construídas com esse mesmo material, o que fez dela um ícone da história e cultura regional.
Outro momento arquitetônico da cidade de Porto União são as construções do início do século XX com padrões do ecletismo, com riqueza de ornamentação, tão comum nos grandes centros urbanos da época, utilizando alvenaria de tijolos como material base de construção. Esse estilo mostra claramente a riqueza regional, ligada a extração de madeira, e a tentativa de fortificar o sentimento nacionalista em uma região lembrada pelas lutas separatistas.
A maior referência arquitetônica na região fica por conta da estação ferroviária das cidades gêmeas no estilo art déco, inaugurada em 1942 para atender o trecho Itataré-Uruguai. Devido a sua construção, nesse estilo muito peculiar e extremamente atualizado com as novidades dos centros urbanos da época, várias outras construções foram erguidas no mesmo estilo. Hoje o centro de Porto União tem uma das maiores concentrações do estilo art déco do país.
O modernismo também chegou parcialmente à cidade, sendo o último estilo importante, mas sem um prédio de arquitetura relevante, lembrando que a região entra em decadência após a década de 1960 devido à escassez das fontes madeireiras antes abundantes. As estruturas independentes de concreto podem ser reconhecidas em várias construções como do edifício do Opera Hotel e a Fonte Luminosa da Praça Hercílio Luz.

### Esculturas
O Monumento aos que não voltaram, localizado na praça 1 de maio, homenageia os que lutaram no conflito do Contestado. A Rota dos Imigrantes, ao longo da avenida Getúlio Vargas, exibe ao ar livre várias esculturas em imbuias confeccionadas em homenagem aos imigrantes das etnias que desenvolveram o município.

### Festas típicas
A Festa de São Pedro e São Paulo acontece no bairro São Pedro há mais de 70 anos, possui como atração principal a elaboração de maneira artesanal da  fogueira de lenha considerada a maior do Brasil. Mais de 250 pessoas da comunidade colaboram na organização da festa. A festa acontece no mês de julho e possui o acendimento da fogueira menor e maior, além disso, acontece um belo show pirotécnico.
A Bergbauernfest (Festa dos Colonos da Montanha) acontece no mês de novembro, na localidade do Maratá, à 15 km da área central de Porto União. Trata-se de uma festa típica alemã, resgatando os costumes e as tradições germânicas.
Agora ocorre também, sempre no início de dezembro a tradicional "Festa do Steinhaeger e do Xixo", que visa manter as tradições e a cultura local!

## Turismo

### Caminho das águas
O setor turístico do município possui muita diversidade e estrutura para os turistas. No total são 150 cachoeiras e corredeiras que compõem o cenário natural do nosso interior. Um dos destaques é o Salto do Pintado, a 18 km da área central. Com 30 metros de altura, fornece energia para a fábrica de bancos de igreja de São Miguel da Serra, um dos mais importantes  distritos do  município.
Também merece  destaque o Salto do Rio dos Pardos, com 72 metros  de altura. Além destas, muitas outras cachoeiras possuem estilos mais selvagens, algumas são de difícil acesso e acabam atraindo turistas para aventuras radicais, como rapel, trekking ou canoagem.

### Cachoeiras e saltos com as alturas e mapas de localização
- Salto do Rio dos Pardos - Rio dos Pardos (72 metros)[17]
- Cachoeira do Km13 - Rio Forquilha (25 metros)
- Salto do Pintado - Rio Pintado (30 metros)
- Cachoeira Barra do Rio Bonito - Rio Bonito
- Salto do Rio Bonito - Rio Bonito (30 metros)
- Cachoeira do Rio Alonso - Rio Alonso (30 metros)
- Salto do Quati - Rio dos Pardos (12 metros)
- Cachoeira do Despraiado - Rio Timbó (70 metros)
- Cachoeira do Rio Bugio (9 metros)
- Cachoeira do Rio Pila
- Cachoeira Campestre
- Cachoeira Boca do Corte - Rio Papuã
- Cachoeira do Legrú - Rio da Areia
- Cachoeira da Rampa (6 metros)
- Cachoeira da Pedreira
- Cachoeira São Martinho de Baixo
- Cachoeira São Martinho de Cima
- Cachoeira do Branquinho (10 metros) - Rio Santa Maria
- Cachoeira do Rio São Francisco (61 metros)
- Cachoeira do Rio Jangada
- Cachoeira Formosa (5 metros)